# 스페인 사회주의노동자당
스페인 사회주의노동자당(스페인어: Partido Socialista Obrero Español 파르티도 소시알리스타 오브레로 에스파뇰[*], 약자: PSOE)은 스페인의 사회민주주의 정당으로 스페인의 주요한 거대 정당 중 하나이다. 한국어로는 '스페인 사회노동당'으로도 번역된다.
1879년에 파블로 이글레시아스(스페인어: Pablo Iglesias)의 주도로 창설되어 현재 스페인에서 활동 중인 정당 중 가장 역사가 오래되었다. 1931년부터 1939년까지 존속한 스페인 제2공화국에서 여러 차례 연정에 참여하며 핵심적 역할을 하였으나, 스페인 내전에서 공화파가 패한 이후 프랑코 정권 동안 당의 활동은 금지되었다. 1977년 스페인이 민주화됨에 따라 금지가 해제되었다. 1979년에는 마르크스주의를 포기하고 사회민주주의 노선으로 진입했으며, 1980년대 중반 이후로는 대부분의 스페인 주류 정당들처럼 유럽 통합에 긍정적인 입장이다. 현재 사회주의노동자당은 시민 자유와 사회정의를 강하게 옹호하며 특히 여성 유권자에게 선호된다. 유럽 사회당과 사회주의 인터내셔널에 속해 있다.
사회주의노동자당은 역사적으로 노동자총연맹(UGT)과 밀접히 연계되어 활동하고 있었으며, 수십 년 동안 당원이 되려면 UGT의 노조원이 되는 것이 필수였다. 그러나 1980년대 스페인 사회주의노동자당의 통치 기간 중 UGT는 당의 경제 정책이 지나치게 우경화되었다고 비판하며 1988년 12월 14일 총파업을 일으키기도 했다.

## 주요 당원
- 파블로 이글레시아스 포세
- 프란시스코 라르고 카바예로
- 인달레시오 프리에토
- 훌리안 베스테이로
- 페드로 산체스

## 사회주의노동자당의 내부 용어
바론 (Barón, 남작)지역 지도자를 일컫는 용어이다. 이들은 상당한 권력을 지니며, 특히 자치 구역을 통치 할 경우 중앙 정부와 마찰을 자주 일으킨다. 바론 중에는 파스쿠알 마라갈리 (카탈루냐), 후안 카를로스 로드리게스 이바르라 (엑스트레마두라), 마누엘 차베스 (안다루시아)와 호세 보노 (까스티야-라 만차의 지도자였으나 현재 국방 장관이다). (엔리케 바론은 한 때 PSOE의 산업 장관이었으나 그의 성은 우연에 불과하다.) 바론이라는 호칭은 공식적인 것은 아니고 정계에서 종종 쓰이며 이들의 강력한 권력을 의미한다.
콤파녜로 (Compañero)공산당의 카마라다 (동무,동지)와 유사한 의미이다.
정파 (Corrientes, 코르리엔테스)타 정당과 마찬가지로 PSOE 내부에도 개인 사상에 따른 정파와 정치적 경향이 존재한다. 역사적 정파 중에는 게리스타 파 (알폰소 게르라의 추종자), 부흥 파와 정통파가 있다.

## 역대 선거결과
| \| 연도 \| 득표수 \| 득표수 \| 득표수 \| 의석수 \| 의석수 \| 집권 여부 \| 순위 \| \| 연도 \| # \| % \| ±pp \| # \| ± \| 집권 여부 \| 순위 \| \| ------- \| ---------- \| ------ \| ------ \| --------- \| ------ \| -------------------- \| ---- \| \| 1977 \| 5,371,866 \| 29.3% \| — \| 118 / 350 \| — \| 야당 \| 2nd \| \| 1979 \| 5,469,813 \| 30.4% \| +1.1 \| 121 / 350 \| 3 \| 야당 \| 2nd \| \| 1982 \| 10,127,392 \| 48.1% \| +17.7 \| 202 / 350 \| 81 \| 여당 \| 1st \| \| 1986 \| 8,901,718 \| 44.1% \| −4.0 \| 184 / 350 \| 18 \| 여당 \| 1st \| \| 1989 \| 8,115,568 \| 39.6% \| −4.5 \| 175 / 350 \| 9 \| 여당 \| 1st \| \| 1993 \| 9,150,083 \| 38.8% \| −0.8 \| 159 / 350 \| 16 \| 여당 \| 1st \| \| 1996 \| 9,425,678 \| 37.6% \| −1.2 \| 141 / 350 \| 18 \| 야당 \| 2nd \| \| 2000 \| 7,918,752 \| 34.2% \| −3.4 \| 125 / 350 \| 16 \| 야당 \| 2nd \| \| 2004 \| 11,026,163 \| 42.6% \| +8.4 \| 164 / 350 \| 39 \| 여당 \| 1st \| \| 2008 \| 11,289,335 \| 43.87% \| +1.28 \| 169 / 350 \| 5 \| 여당 \| 1st \| \| 2011 \| 7,003,511 \| 28.76% \| −15.11 \| 110 / 350 \| 59 \| 야당 \| 2nd \| \| 2015 \| 5,545,315 \| 22.00% \| −6.76 \| 90 / 350 \| 20 \| 야당 \| 2nd \| \| 2016 \| 5,443,846 \| 22.63% \| +0.63 \| 85 / 350 \| 5 \| 야당 \| 2nd \| \| 2016 \| 5,443,846 \| 22.63% \| +0.63 \| 85 / 350 \| 5 \| 여당 (2018 7월 부터) \| 2nd \| \| 2019.4 \| 7,480,755 \| 28.68% \| +6.05 \| 123 / 350 \| 38 \| 여당 \| 1st \| \| 2019.11 \| 6,752,983 \| 28.0% \| -0.7 \| 120 / 350 \| 3 \| 여당 \| 1st \| |            |        |        |           |        |                      |      |
| 연도 | 득표수     | 득표수 | 득표수 | 의석수    | 의석수 | 집권 여부            | 순위 |
| 연도 | #          | %      | ±pp    | #         | ±      | 집권 여부            | 순위 |
| 1977 | 5,371,866  | 29.3%  | —      | 118 / 350 | —      | 야당                 | 2nd  |
| 1979 | 5,469,813  | 30.4%  | +1.1   | 121 / 350 | 3      | 야당                 | 2nd  |
| 1982 | 10,127,392 | 48.1%  | +17.7  | 202 / 350 | 81     | 여당                 | 1st  |
| 1986 | 8,901,718  | 44.1%  | −4.0   | 184 / 350 | 18     | 여당                 | 1st  |
| 1989 | 8,115,568  | 39.6%  | −4.5   | 175 / 350 | 9      | 여당                 | 1st  |
| 1993 | 9,150,083  | 38.8%  | −0.8   | 159 / 350 | 16     | 여당                 | 1st  |
| 1996 | 9,425,678  | 37.6%  | −1.2   | 141 / 350 | 18     | 야당                 | 2nd  |
| 2000 | 7,918,752  | 34.2%  | −3.4   | 125 / 350 | 16     | 야당                 | 2nd  |
| 2004 | 11,026,163 | 42.6%  | +8.4   | 164 / 350 | 39     | 여당                 | 1st  |
| 2008 | 11,289,335 | 43.87% | +1.28  | 169 / 350 | 5      | 여당                 | 1st  |
| 2011 | 7,003,511  | 28.76% | −15.11 | 110 / 350 | 59     | 야당                 | 2nd  |
| 2015 | 5,545,315  | 22.00% | −6.76  | 90 / 350  | 20     | 야당                 | 2nd  |
| 2016 | 5,443,846  | 22.63% | +0.63  | 85 / 350  | 5      | 야당                 | 2nd  |
| 2016 | 5,443,846  | 22.63% | +0.63  | 85 / 350  | 5      | 여당 (2018 7월 부터) | 2nd  |
| 2019.4 | 7,480,755  | 28.68% | +6.05  | 123 / 350 | 38     | 여당                 | 1st  |
| 2019.11 | 6,752,983  | 28.0%  | -0.7   | 120 / 350 | 3      | 여당                 | 1st  |

| 연도    | 의석수    | 의석수 | 순위 |
| 연도    | #         | ±      | 순위 |
| ------- | --------- | ------ | ---- |
| 1977    | 54 / 207  | —      | 2nd  |
| 1979    | 69 / 208  | 15     | 2nd  |
| 1982    | 134 / 208 | 65     | 1st  |
| 1986    | 124 / 208 | 10     | 1st  |
| 1989    | 107 / 208 | 17     | 1st  |
| 1993    | 96 / 208  | 11     | 1st  |
| 1996    | 81 / 208  | 15     | 2nd  |
| 2000    | 60 / 208  | 21     | 2nd  |
| 2004    | 89 / 208  | 29     | 2nd  |
| 2008    | 96 / 208  | 7      | 2nd  |
| 2011    | 54 / 208  | 42     | 2nd  |
| 2015    | 47 / 208  | 7      | 2nd  |
| 2016    | 43 / 208  | 4      | 2nd  |
| 2019.4  | 121 / 208 | 79     | 1st  |
| 2019.11 | 93 / 208  | 30     | 1st  |

### 유럽의회
| 연도 | 득표수    | 득표수  | 득표수 | 의석수  | 의석수 | 순위 |
| 연도 | #         | %       | ±pp    | #       | ±      | 순위 |
| ---- | --------- | ------- | ------ | ------- | ------ | ---- |
| 1987 | 7,522,706 | 39.1%   | —      | 28 / 60 | —      | 1st  |
| 1989 | 6,275,552 | 39.6%   | +0.5   | 27 / 60 | 1      | 1st  |
| 1994 | 5,719,707 | 30.8%   | –8.8   | 22 / 64 | 5      | 2nd  |
| 1999 | 7,477,823 | 35.3%   | +4.5   | 24 / 64 | 2      | 2nd  |
| 2004 | 6,741,112 | 43.5%   | +8.2   | 25 / 54 | 1      | 1st  |
| 2009 | 6,141,784 | 38.8%   | –4.7   | 23 / 54 | 2      | 2nd  |
| 2014 | 3,614,232 | 23.0%   | –15.8  | 14 / 54 | 9      | 2nd  |
| 2019 | 7,369,789 | 32.86 % | +9.86  | 21 / 59 | 6      | 1nd  |

## 같이 보기
- 포데모스 (스페인)
- 1982-1996 에스파냐 입법 역사
- 2004년 스페인 총선
- 스페인의 정당
- 스페인 노동자 조합